# Ingo Drescher
Ingo Drescher (* 12. Juli 1956) ist ein promovierter deutscher Jurist, Honorarprofessor an der Eberhard-Karls-Universität Tübingen und früherer Vorsitzender Richter am Bundesgerichtshof.

## Werdegang
Nach Abschluss seiner juristischen Ausbildung und einer Tätigkeit als wissenschaftlicher Angestellter an der Eberhard-Karls-Universität Tübingen trat Drescher 1986 in den höheren Justizdienst des Landes Baden-Württemberg ein. Als Richter auf Probe war er bei der Staatsanwaltschaft sowie dem Amts- und Landgericht Stuttgart eingesetzt. Im Oktober 1989 wurde er zum Staatsanwalt im Beamtenverhältnis auf Lebenszeit bei der Staatsanwaltschaft Stuttgart ernannt. 1991 wechselte er als Richter am Landgericht zum Landgericht Tübingen. Anfang 2000 erfolgte seine Beförderung zum Richter am Oberlandesgericht Stuttgart. Im April 2005 übernahm er als Direktor die Leitung des Amtsgerichts Tübingen. Am 1. August 2007 wurde er zum Richter am Bundesgerichtshof ernannt. Seither war er Mitglied, seit dem 1. Februar 2017 auch stellvertretender Vorsitzender des vornehmlich für Rechtsstreitigkeiten aus dem Gesellschaftsrecht und für Teilbereiche des Kapitalmarktrechts zuständigen II. Zivilsenats, dessen Vorsitz er am 29. Juni 2017 übernahm. Seit Januar 2012 gehörte er darüber hinaus als ständiger Beisitzer dem Dienstgericht des Bundes an. Im März 2016 wurde er zum Honorarprofessor der Eberhard-Karls-Universität Tübingen ernannt.
Ingo Drescher trat am 31. Mai 2022 in den Ruhestand.